# 四国 (小惑星)
四国 (4223 Shikoku) は、1988年5月7日に関勉が高知県芸西村で発見した小惑星である。四国にちなんで命名された。